# Aenictus
Aenictus – rodzaj owadów należących do rodziny mrówkowatych, sklasyfikowany przez Williama Shuckarda w roku 1840.

## Gatunki
- A. abeillei (Andre, 1886)
- A. alluaudi Santschi, 1910
- A. alticola Wheeler & Chapman, 1930
- A. ambiguus Shuckard, 1840
- A. anceps Forel, 1910
- A. annae Forel, 1911
- A. aratus Forel, 1900
- A. artipus Wilson, 1964
- A. arya Forel, 1901
- A. asantei Campione, Novak & Gotwald, 1983
- A. asperivalvus Santschi, 1919
- A. bakeri Menozzi, 1925
- A. bayoni Menozzi, 1933
- A. binghami Forel, 1900
- A. biroi Forel, 1907
- A. bottegoi Emery, 1899
- A. brazzai Santschi, 1910
- A. brevicornis (Mayr, 1879)
- A. buttelreepeni Forel, 1913
- A. buttgenbachi Forel, 1913
- A. camposi Wheeler & Chapman, 1925
- A. certus Westwood, 1842
- A. ceylonicus (Mayr, 1866)
- A. chapmani Wilson, 1964
- A. clavatus Forel, 1901
- A. clavitibia Forel, 1901
- A. congolensis Santschi, 1911
- A. cornutus Forel, 1900
- A. crucifer Santschi, 1914
- A. currax Emery, 1900
- A. decolor (Mayr, 1879)
- A. dentatus Forel, 1911
- A. dlusskyi Arnol'di, 1968
- A. doryloides Wilson, 1964
- A. eugenii Emery, 1895
- A. exilis Wilson, 1964
- A. feae Emery, 1889
- A. fergusoni Forel, 1901
- A. foreli Santschi, 1919
- A. furculatus Santschi, 1919
- A. furibundus Arnold, 1959
- A. fuscipennis Forel, 1913
- A. fuscovarius Gerstaecker, 1859
- A. gibbosus Dalla Torre, 1893
- A. gleadowii Forel, 1901
- A. gracilis Emery, 1893
- A. grandis Bingham, 1903
- A. hamifer Emery, 1896
- A. hilli Clark, 1928
- A. hottai Terayama & Yamane, 1989
- A. humeralis Santschi, 1910
- A. huonicus Wilson, 1964
- A. icarus Forel, 1911
- A. idoneus Menozzi, 1928
- A. inconspicuus Westwood, 1843
- A. jacobsoni Forel, 1909
- A. javanus Emery, 1896
- A. laeviceps (Smith, 1857)
- A. latifemoratus Terayama & Yamane, 1989
- A. latiscapus Forel, 1901
- A. leliepvrei Bernard, 1953
- A. lifuiae Terayama, 1984
- A. longi Forel, 1901
- A. luteus Emery, 1892
- A. luzoni Wheeler & Chapman, 1925
- A. mariae Emery, 1895
- A. maroccanus Santschi, 1926
- A. mauritanicus Santschi, 1910
- A. mentu Weber, 1942
- A. minutulus Terayama & Yamane, 1989
- A. mocsaryi Emery, 1901
- A. moebii Emery, 1895
- A. mutatus Santschi, 1913
- A. nganduensis Wilson, 1964
- A. obscurus Smith, 1865
- A. pachycerus (Smith, 1858)
- A. peguensis Emery, 1895
- A. pharoa Santschi, 1924
- A. philiporum Wilson, 1964
- A. philippinensis Chapman, 1963
- A. piercei Wheeler & Chapman, 1930
- A. porizonoides Walker, 1860
- A. powersi Wheeler & Chapman, 1930
- A. pubescens Smith, 1859
- A. punctiventris Emery, 1901
- A. punensis Forel, 1901
- A. rabori Chapman, 1963
- A. raptor Forel, 1913
- A. reyesi Chapman, 1963
- A. rhodiensis Menozzi, 1936
- A. rixator Forel, 1901
- A. rotundatus Mayr, 1901
- A. rougieri Andre, 1893
- A. sagei Forel, 1901
- A. schneirlai Wilson, 1964
- A. shuckardi Forel, 1901
- A. silvestrii Wheeler, 1929
- A. soudanicus Santschi, 1910
- A. spathifer Santschi, 1928
- A. steindachneri Mayr, 1901
- A. sumatrensis Forel, 1913
- A. togoensis Santschi, 1915
- A. trigonus Forel, 1911
- A. vagans Santschi, 1924
- A. vaucheri Emery, 1915
- A. villiersi Bernard, 1953
- A. weissi Santschi, 1910
- A. westwoodi Forel, 1901
- A. wroughtonii Forel, 1890